# Yumbo
Yumbo è un comune della Colombia facente parte del dipartimento di Valle del Cauca. Il comune è inserito nell'area metropolitana di Cali.
Il centro abitato venne fondato nel 1536 e venne eretto a comune nel 1864.